# Cousolre
Cousolre es una comuna francesa situada en el departamento de Norte, en la región de Alta Francia.

## Demografía
| 2936 | 3004 | 2894 | 2632 | 2471 | 2362 | 2172 |
| Para los censos de 1962 a 1999 la población legal corresponde a la población sin duplicidades (Fuente: INSEE [Consultar]) |      |      |      |      |      |      |